# Hoštejn

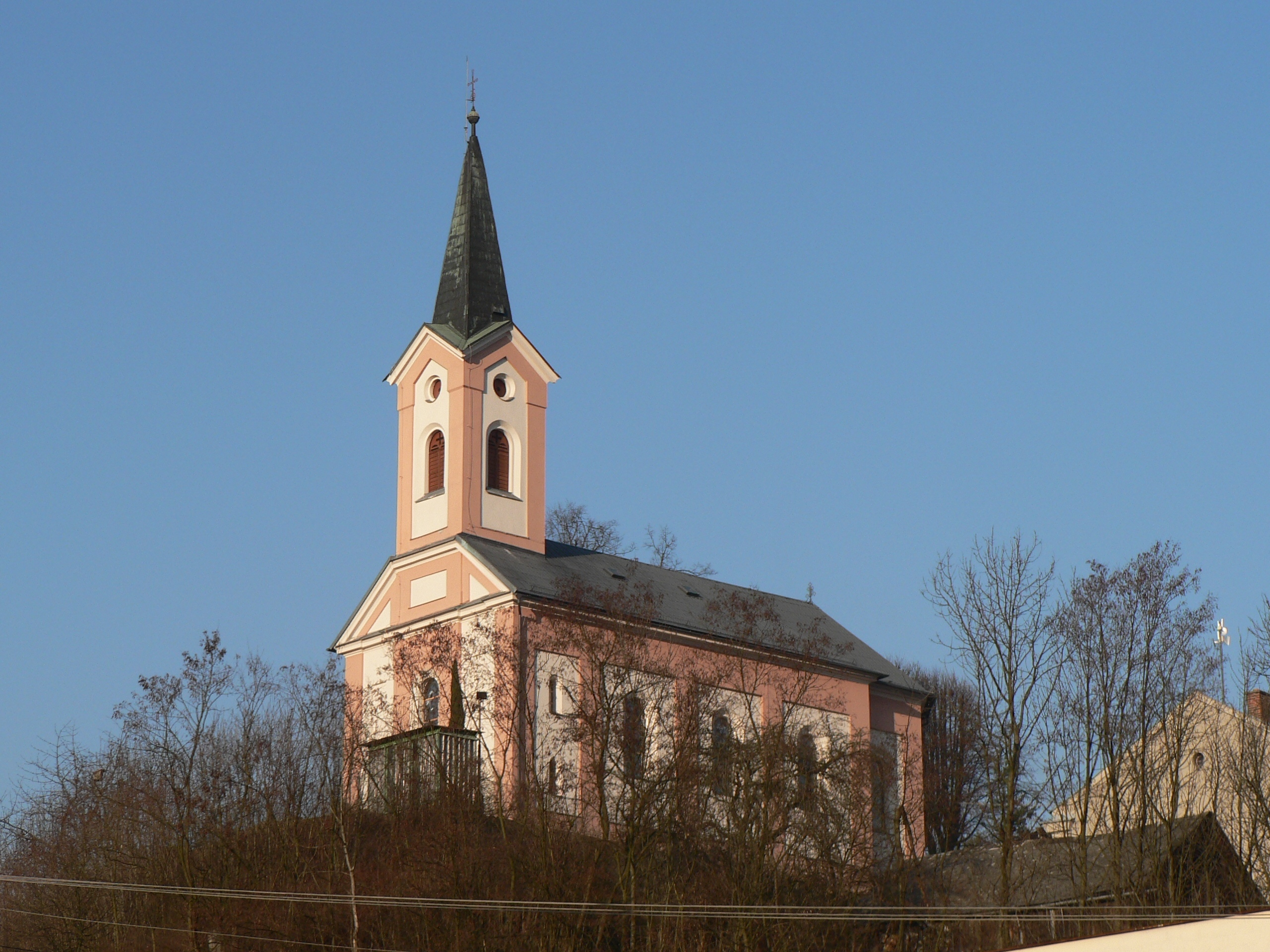
Annenkirche

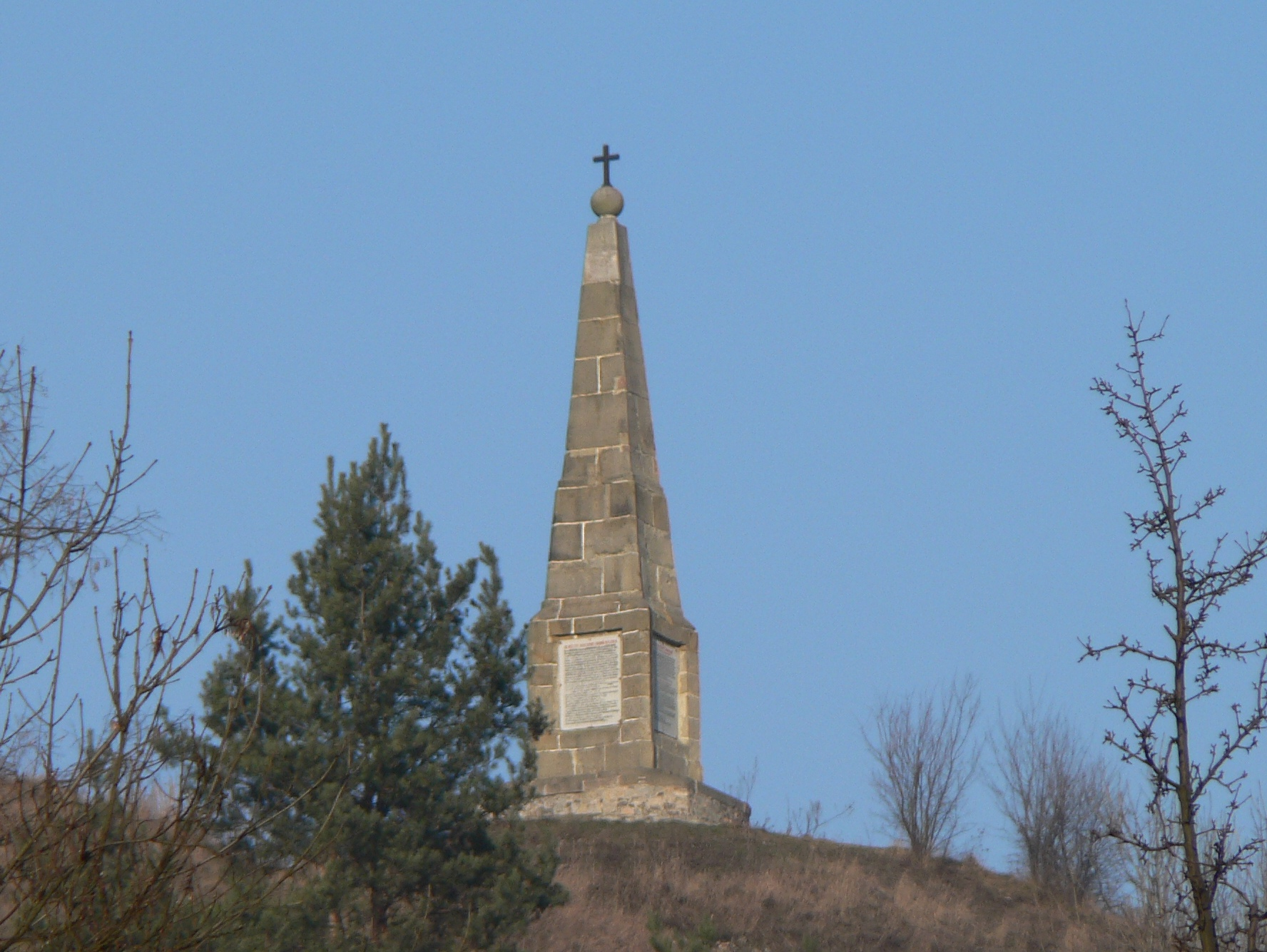
Denkmal an den Eisenbahnbau

Hoštejn (deutsch Hochstein) ist eine Gemeinde im Okres Šumperk in Tschechien. Sie liegt sieben Kilometer westlich von Zábřeh im Tal der Moravská Sázava und gehört dem Okres Šumperk an.

## Geographie
Hoštejn befindet sich im Durchbruchstal der Moravská Sázava durch die Zábřežská vrchovina (Hohenstädter Bergland) an der Einmündung der Březná linksseitig des Flusses. Im Süden erhebt sich der Mirovská hora (594 m). Durch den Ort führt die Staatsstraße 315 zwischen Lanškroun und Zábřeh sowie die Eisenbahnstrecke von Česká Třebová nach Zábřeh.
Nachbarorte sind Drozdovská Pila und Drozdov im Norden, Kosov im Nordosten, Hněvkov im Südosten, Hynčina im Süden sowie der Weiler Popelák im Südwesten.

## Geschichte
Hoštejn entstand im 13. Jahrhundert im Zusammenhang mit der gleichnamigen Burg. In einer Liste des Augustinerklosters Mariakron taucht im Jahre 1267 erstmals das Prädikat z Hoštejna (lat. de Honstein, deutsch von Hochstein) auf, das dessen Gründer Boresch von Riesenburg aus dem Geschlecht der Hrabischitzer an seinen Burggrafen Mutisson von Hochstein verlieh. Besitzer der Burg wurde im Jahre 1285 Friedrich von Schönburg, der auch die Vormundschaft für Boresch Kinder innehatte. Ihm folgte Zawisch von Falkenstein. Der erste urkundliche Beleg über die Burg ist ein Vertrag aus dem Jahre 1289, in dem Wenzel II. Teile des konfiszierten Besitzes Zawisch mit dem Markgrafen von Meißen, Albrecht II. tauschte. Seit 1355 ist Jaroslav von Sternberg († 1360) als Besitzer von Burg und Dorf nachweisbar. Im 15. Jahrhundert endet die Geschichte der Burg, die 1424 ein Stützpunkt der Hussiten geworden war und schließlich 1437 als Raubnest niedergebrannt wurde. Seit dem Jahre 1446 wird sie als wüst bezeichnet.
Seit 1351 ist in Hoštejn, das damals latinisiert als Altuslapis bezeichnet wurde, eine Pfarre nachweislich, die dem Bistum Litomyšl zugeordnet war.
1464 ging die Herrschaft Hochstein mit der wüsten Burg und dem Flecken Hochstein aus dem Besitz der Sternberger an Jan Tunkl auf Hohenstadt und Brníčko über. 1509 verkaufte Heinrich/Jindřich Tunkl Hohenstadt mit Hochstein an Nikolaus Trčka von Lípa. 1513 erwarb Ladislav von Boskowitz den Besitz. Auf den Ruinen der Burg hatte sich zu dieser Zeit der Räuber A. V. Šembera mit seiner Bande eingenistet und 1519 hob der Landeshauptmann Archleb von Boskowitz das Gesindel aus. Unter den Boskowitz gelangte die Herrschaft zu Reichtum und 1589 vermachte Jan von Boskowitz Hohenstadt mit Hochstein an seinen Neffen Ladislav Velen von Žerotín. Nach der Schlacht am Weißen Berg verloren die Žerotíner ihren Besitz, den Karl von Liechtenstein erhielt.
Während des Dreißigjährigen Krieges wurde Hochstein verwüstet und der frühere Flecken verlor seine Bedeutung. Weil das Dorf seit dieser Zeit keine Kirche mehr besaß, begann 1769 der Bau der Annenkapelle, die 1773 geweiht und 1815 zu einem Kirchlein erweitert wurde. 1842 begann durch die k.k. Nördliche Staatsbahn der Bau der Eisenbahn von Prag nach Olmütz und 1845 fuhr der erste Zug durch Hoštejn. Wegen der enormen Bedeutung des Eisenbahnbaus ließ die Unternehmerfamilie Klein 1847 auf dem Burghügel einen Sandsteinobelisken errichten, von dem der Volksmund berichtete, dass der wirkliche Anlass der millionenfache Gewinn des Unternehmens gewesen sei und deshalb den Namen Millionstein erhielt.
Ab 1862 baute der Unternehmer Josef Schuppler aus Tatenice die herrschaftliche Mühle zu einem modernen Sägewerk mit Elektroturbinenantrieb um. Im Tal der Moravská Sázava unterhalb des Homole errichtete der Unternehmer Suchomel aus Litovel zwischen 1891 und 1891 eine weitere Sägemühle, an die eine Holzwarenfabrik angeschlossen war.
Nach dem Münchner Abkommen wurde der Ort dem Deutschen Reich zugeschlagen und gehörte bis 1945 zum Landkreis Hohenstadt.
Nach dem Zweiten Weltkrieg wurden die Liechtensteiner und die Unternehmerfamilie Schuppler enteignet. 1950 hatte das Dorf 310 Einwohner. Im Juli 1997 erlitt Hoštejn durch ein Hochwasser der Moravská Sázava und der Březná schwere Schäden.

## Gemeindegliederung
Für die Gemeinde Hoštejn sind keine Ortsteile ausgewiesen.

## Sehenswürdigkeiten
- Der Millionstein, ein 1847 errichteter Sandsteinobelisk am Standort der wüsten Burg Hoštejn erinnert an den Eisenbahnbau.
- Kirche St. Anna